# Сасъккол
Сасъккол (на казахски: Сасықкөл; на руски: Сасыкколь) е голямо сладководно езеро в източната част на Казахстан (Алматинска и Източноказахстанска област), разположено в източната полупустинна зона на Балхаш-Алаколската котловина, на 347 m н.м., северозападно от по-голямото езеро Алакол.
Площта на езерото при високи води е 736 km², като в зависимост от годишния сезон колебанията на нивото му е 3 m. Има удължена от запад-северозапад на изток-югоизток форма с дължина 50 km и максимална ширина до 22 km, дълбочина до 4,7 m. Бреговете му са слабо разчленени, ниски, обрасли с тръстика. Оттича се чрез късата река Женишкесу в съседното малко езеро Кошкаркол (Уяли). От ноември до началото на април замръзва. Заедно с голямото езеро Алакол и по-малките Кошкаркол (Уяли) и Желанашкол образува голяма езерна система с водосборна площ около 55 хил.km². В него се вливат няколко реки, най-големи от които са: Каракол, Тентек и Ай. Има смесено подхранване. Водите му се използват за промишлен риболов. По бреговете му са разположени няколко малки населени места: Сагат, Жарсуат, Аралтобе и др.